# Pittsburgh Steelers
Pittsburgh Steelers je profesionální klub amerického fotbalu, který sídlí v Pittsburghu ve státě Pensylvánie. V současné době je členem North Division (Severní divize) American Football Conference (AFC, Americké fotbalové konference) National Football League (NFL, Národní fotbalové ligy). Klub byl založen v roce 1933 a je tak nejstarším ze všech klubů v konferenci AFC. Pittsburgh získal nejvíc Super Bowlů (6), vyhrál nejvíce konferenčních titulů (8), a hrál v patnácti a hostil jedenáct Championship Game, více než jakýkoli jiný tým NFL.
Steelers, kteří jsou pátým nejstarším týmem NFL, založil 8. července 1933 Art Rooney jako Pittsburgh Pirates převzetím jména baseballového týmu, jak byla běžná praxe klubů NFL v té době. Vlastnictví Steelers zůstalo od založení do dnešní doby rodině Rooneyově. Současným majitelem je Artův syn Dan Rooney, který předal část kontroly nad klubem svému synovi, Artovi Rooneymu II.
Tým se těší široké podpoře fanoušků přezdívaných „Steeler Nation“ a v současnosti hraje své domácí zápasy na stadionu Heinz Field. Ten byl postaven v roce 2001 a nahradil Three Rivers Stadium, který hostil Steelers předchozích 31 sezon.

## Hráči

### Členové Síně slávy profesionálního fotbalu

#### Hráči
- 1963 - John McNally
- 1963 - Robert Hubbard
- 1966 - Walt Kiesling
- 1966 - Bill Dudley
- 1967 - Bobby Layne
- 1968 - Marion Motley
- 1969 - Ernie Stautner
- 1987 - Len Dawson
- 1987 - Joe Greene
- 1987 - John Henry Johnson
- 1988 - Jack Ham
- 1989 - Mel Blount
- 1989 - Terry Bradshaw
- 1990 - Franco Harris
- 1990 - Jack Lambert
- 1997 - Mike Webster
- 2001 - Lynn Swann
- 2002 - John Stallworth
- 2009 - Rod Woodson
- 2012 - Jack Butler
- 2012 - Dermontti Dawson
- 2015 - Jerome Bettis

#### Funkcionáři
- Chuck Noll - trenér
- Art Rooney - zakladatel a majitel
- Dan Rooney - funkcionář a majitel

### Vyřazená čísla
- 70: Ernie Stautner
- 75: Joe Greene

### Draft
Hráči draftovaní v prvním kole za posledních deset sezón:
| Rok  | Pořadí | Jméno hráče      | Pozice        | Univerzita                                          |
| 2010 | 18     | Maurkice Pouncey | Center        | University of Florida                               |
| 2011 | 31     | Cameron Heyward  | Defensive end | Ohio State University                               |
| 2012 | 24     | David DeCastro   | Guard         | Stanford University                                 |
| 2013 | 17     | Jarvis Jones     | Linebacker    | University of Georgia                               |
| 2014 | 15     | Ryan Shazier     | Linebacker    | Ohio State University                               |
| 2015 | 22     | Bud Dupree       | Linebacker    | University of Kentucky                              |
| 2016 | 25     | Artie Burns      | Cornerback    | University of Miami                                 |
| 2017 | 30     | T. J. Watt       | Linebacker    | University of Wisconsin–Madison                     |
| 2018 | 28     | Terrell Edmunds  | Safety        | Virginia Polytechnic Institute and State University |
| 2019 | 10     | Devin Bush Jr.   | Linebacker    | University of Michigan                              |